# Irrédentisme italien
L'irrédentisme italien (irredentismo italiano en italien) ou pan-italianisme est un mouvement d'opinion, défendu par divers groupes et diverses associations, et qui réclamait l'intégration (irrédentisme) dans le royaume d'Italie de tous les territoires sous domination étrangère (terres irrédentes) habités par des Italiens ou qui ont fait partie d'un des États pré-unitaires ; il a été surtout actif en Italie dans la seconde moitié du XIXe et au début du XXe siècle.

## Histoire

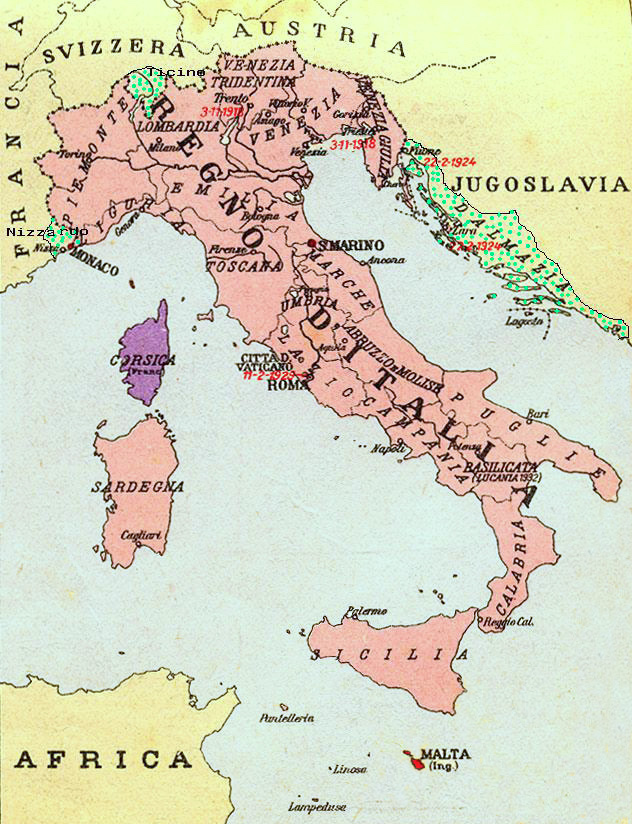
Carte des régions considérées comme italiennes par les irrédentistes en 1918. La Savoie et Corfou, considérées comme des terres irrédentes par le fascisme, ne sont pas mentionnées sur la carte.

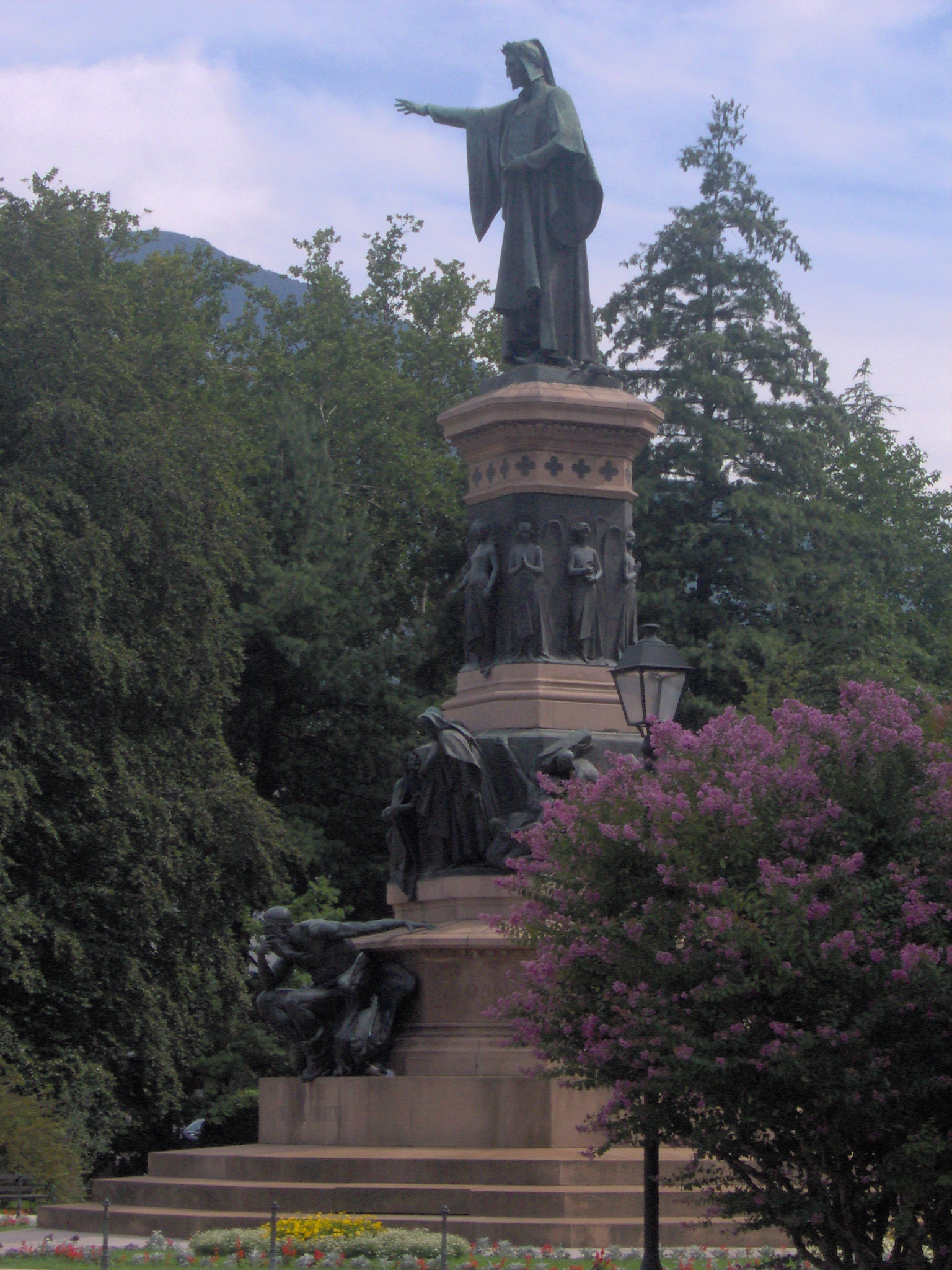
Le Monument à Dante de Trente fut érigé en symbole de la culture italienne quand le Trentin faisait partie de l'Empire austro-hongrois.

Le mouvement faisait de la propagande en faveur de l'irrédentisme auprès des populations italiennes. Son objectif principal était d'inclure dans les frontières politiques de l'Italie toutes les communautés italophones autochtones et ainsi de créer une grande puissance européenne.
Selon certains auteurs, on peut déjà trouver les racines de l'irrédentisme dans la seconde moitié du XVIIIe siècle, comme réaction à la tentative française d'annexer — outre la Corse — d'autres régions italiennes comme le Piémont, la Ligurie et la Toscane pendant le Premier Empire.
Toutefois, c'est dans la seconde moitié du XIXe siècle, à la fin du Risorgimento, que le phénomène prit de l'importance ; c'est vraiment à ce moment-là que naquirent les divers mouvements qui faisaient leurs les idéaux irrédentistes : en 1877, Matteo Renato Imbriani forgea la nouvelle expression de « terre irredente » (« terres irrédentes »), et la même année justement naquit l'Associazione in pro dell'Italia Irredenta ; en 1885, fut fondée la Pro Patria et, en 1891, naquit, dans les territoires appartenant encore à l'Empire austro-hongrois, la « Lega Nazionale Italiana (it) ». Ces diverses associations furent (suivant le moment) d'abord tolérées, puis combattues ou complètement interdites par l'État italien (d'abord par Agostino Depretis puis par Francesco Crispi), pour des questions d'opportunité en politique étrangère.
En 1882, Guglielmo Oberdan projetait un attentat contre l'empereur d'Autriche François-Joseph pour essayer de faire échouer le projet de Triple-Alliance.
Avec des nuances entre eux, évidemment, les différents mouvements irrédentistes souhaitaient l'annexion des terres considérées comme italiennes et qui, après la troisième guerre d'indépendance italienne de 1866, se trouvaient encore aux mains des étrangers, comme en particulier le Trentin, Trieste et l'Istrie, mais on en vint à réclamer des territoires comme la Marche julienne, la Dalmatie, le comté de Nice, la Corse, Malte, le canton du Tessin et les vallées italophones du canton des Grisons. Il est intéressant de remarquer que l'irrédentisme du XIXe siècle ne voulait pas rattacher le Tyrol du Sud, et donc porter la frontière de l'Italie au Brenner, mais juste Trente. C'est seulement avec la Première Guerre mondiale que les nationalistes ont revendiqué comme frontière, la frontière naturelle des Alpes.
Historiquement, il a existé deux irrédentismes italiens : celui du Risorgimento et celui manipulé par le fascisme. Relativement modéré, le premier voulait l'union au royaume d'Italie de tous les territoires dont la population était à majorité italienne et qui était restée hors de l'unification de 1870 (comme Trente, Trieste et la côte de l'Istrie). Le second, dénaturé et beaucoup plus agressif, conduisit — en partie — au désastre de la Seconde Guerre mondiale.
En effet, après la Première Guerre mondiale le mouvement fut dominé et manipulé par le fascisme qui en fit un moyen de propagande nationaliste. Le fascisme considérait comme terres irrédentes jusqu’à la Savoie et Corfou, alors qu'elles ne comportaient pratiquement pas d'habitants italophones mais avaient appartenu à un des États italiens pré-unitaires.
Les territoires regardés comme irrédents étaient définis tels selon des critères variables, parfois on considérait des critères culturels et linguistiques, c'est-à-dire la présence de locuteurs italiens, géographiques, c'est-à-dire l'appartenance à la région géographique italienne, et d'autres fois historiques, comme l'appartenance passée du territoire à l'un des anciens États italiens.
L'irrédentisme, porté à un niveau nationaliste extrême, fut au centre de la politique impérialiste de Mussolini, et se concrétisa, dans les aspirations fascistes pour une Grande Italie, avec son empire ; avec la venue du fascisme, l'irrédentisme du Risorgimento commença à devenir un irrédentisme de type nationaliste. Ce second irrédentisme visait à annexer au royaume d'Italie et à les italianiser des populations comportant des minorités italiennes parfois très faibles (comme en Dalmatie) et il aboutit à la catastrophe de l'exode des Istriens après le massacre des foibe.
À ce jour[Quand ?], après la cession de presque toute la Marche julienne à l'ex-Yougoslavie, l'irrédentisme italien n'a pas réalisé totalement son programme car des populations italophones vivent encore en dehors de l'Italie. Toutefois les idéaux sont changés, les différents gouvernements italiens du second après-guerre ont entièrement abandonné la politique irrédentiste, considérant comme sacrées et inviolables ses frontières nationales fixées par le traité de Paris de 1947 et le traité d'Osimo de 1975.
Actuellement, les mouvements d'extrême-droite sont presque seuls à défendre les revendications territoriales irrédentistes, cependant peu à peu s'impose une redécouverte culturelle des territoires autrefois irrédents, en particulier la Marche julienne et la Dalmatie. Il existe donc une sorte d'irrédentisme « culturel », c'est-à-dire de défense de la langue et de la culture italienne au-delà des frontières politiques actuelles, façon de penser certainement plus acceptée que celle qui aborde la question territoriale.

## Populations italiennes de l'Italie irrédente
Comme arguments pour appuyer les revendications irrédentistes, on s'est fondé sur des points de vue différents, comme l'appartenance géographique de telle ou telle terre à la péninsule italienne ou la présence de communautés plus ou moins nombreuses d'Italiens ou d'italophones.
Entre les deux guerres, la situation des terres irrédentes était la suivante :
- Italiens et italophones dans le comté de Nice : environ 4 000 (estimation)
- Italophones dans le canton du Tessin et les vallées italophones du canton des Grisons (Suisse) : environ 430 000
- Italiens et italophones en Dalmatie (appartenant alors à la Yougoslavie) : environ 60 000
- Italophones et ascendance italienne à Malte : environ 200 000 (estimation)
- Italiens et italophones (langue corse) en Corse : environ 200 000 (estimation).

Actuellement, le nombre des italophones a augmenté dans le comté de Nice (26 750 personnes sont enregistrées au consulat italien de Nice, est resté inchangé au Tessin et il a légèrement baissé dans les Grisons, alors que la diminution à Malte est due à l'absorption de la culture italienne par la culture proprement maltaise) tandis que dans la Marche julienne et la Dalmatie c'est le résultat de l'exode des Istriens (massacre des foibe).
Dans le cas de la Corse, l'italien est compris par la quasi-totalité de la population, mais son utilisation est très marginale ; l'utilisation officielle du corse est en revanche largement admise, et l’on peut le considérer à tous points de vue comme un dialecte italien.
Enfin, en ce qui concerne les îles Ioniennes, les dernières traces du dialecte vénitien local, en particulier à Corfou, ont disparu dans les années soixante (bien qu'il y demeure un usage marginal de l'italkian, dialecte parlé par les Juifs et comprenant de nombreux termes originaires de Vénétie et des Pouilles).

## Quelques irrédentistes
- Cesare Battisti (1875-1916)
- Anton Francesco Filippini (1908-1985)
- Fabio Filzi (it) (1884-1916)
- Ida Finzi (1867-1943)
- Italo Lunelli (it) (1891-1960)
- Guglielmo Oberdan (1858-1882)
- Scipio Slataper (1888-1915)
- Ferruccio Stefenelli (1898-1980)
- Giuseppe Bres.
- Eugenio Cais di Pierlas.
- Petru Giovacchini